# Cantonul Valence-1
Cantonul Valence-1 este un canton din arondismentul Valence, departamentul Drôme, regiunea Rhône-Alpes, Franța.

## Comune
| Comune                                             | Populație (1999) | Cod poștal | Cod INSEE |
| -------------------------------------------------- | ---------------- | ---------- | --------- |
| Valence (capitala cantonului), fraction de commune | ...              | 26000      | 26362     |